# Abbaye d'Altenburg
L’abbaye d'Altenburg est une abbaye bénédictine fondée en 1144 à Altenburg, près de Horn en Basse-Autriche. Reconstruite en style baroque, elle est depuis 1625 au cœur de la Confœderatio Benedictina Ordinis Sancti Benedicti d'Autriche. L'abbaye d'aujourd'hui exerce des fonctions paroissiales, dispose pour le public de vingt trois lits ainsi que d'un restaurant, accueille des séminaires et organise des activités en direction des chercheurs.

## Histoire
L'abbaye a été fondée par la comtesse Hildeburge de Poigen-Rebgau en 1144. Elle est reconstruite en style baroque sous la direction des abbés Raymond Boxler et Placide Much (entre 1730 et 1733), après que les troupes suédoises eurent détruit l'église gothique pendant la guerre de Trente Ans. Joseph II, imprégné des idées des Lumières, interdit à l'abbaye de recevoir des novices en 1794, mais l'abbaye réussit à survivre. Elle est confisquée par les autorités nationales-socialistes en 1940, l'abbé est arrêté l'année suivante et l'abbaye fermée. Elle abrite les troupes soviétiques en 1945 qui endommagent gravement les bâtiments. Les moines se remettent à l'œuvre et l'abbé Maur Knappel (1947-1968) restaure les édifices, dont certains étaient en ruines.

## Église abbatiale
L'église est vouée à saint Lambert et ses fondations romanes encore perceptibles. Le clocher reconstruit en 1820, après un incendie, conserve un aspect baroque. L'église est le bâtiment central de l'abbaye : elle relie le dortoir et le réfectoire à la partie nord, où se trouvent l'hôtellerie et les autres bâtiments de travail. La devise des bénédictins est depuis l'origine Ora et labora. L'architecte Joseph Munggenast est le maître d'œuvre de la reconstruction avec Leopold Wißgrill. Le célèbre fresquiste Paul Troger a décoré les quatre coupoles et peint l'Assomption de Marie, au-dessus du maître-autel. Le stucateur Franz Joseph Holzinger a embelli l'intérieur, avec force guirlandes, putti et décor floral, tandis que les trompe-l'œil imitant le marbre de Johann Georg Hoppl achèvent de donner une impression de grandeur à l'ensemble.
L'orgue, construit par Anton Pfliegler de Vienne, date de 1773. La crypte décorée en style rococo est une pure merveille.
C'est dans l'hôtellerie, près du verger, que se trouvent les appartements impériaux. Ils abritent aujourd'hui les bâtiments des Petits Chanteurs, réputés dans toute l'Europe centrale.

## Bibliothèque
Avec quelque vingt cinq mil cinq cents ouvrages dont un peu moins de la moitié est antérieure à l'année 1900, la bibliothèque de l'abbaye est pour les chercheurs un important outil de travail, en particulier pour ses six mil deux cents titres antérieurs au XVIIIe siècle qui sont en langue allemande.
Organisée en quatre parties selon les époques, elle conserve cent cinquante incunables. Trois cent cinquante huit imprimés antérieurs à 1540 et neuf cent cinquante pour le reste du XVIe siècle sont rassemblés dans la Grande bibliothèque avec les ouvrages du XVIIe siècle et XVIIIe siècle, dont quatre mil trois cent quarante quatre sont en latin. Le XIXe siècle, réparti entre la Bibliothèque du couvent, la plus importante, et les Archives, mil soixante douze titres, concerne principalement l'homilétique, science de la prédication, l'ascèse et l'histoire.

## Galerie photographique

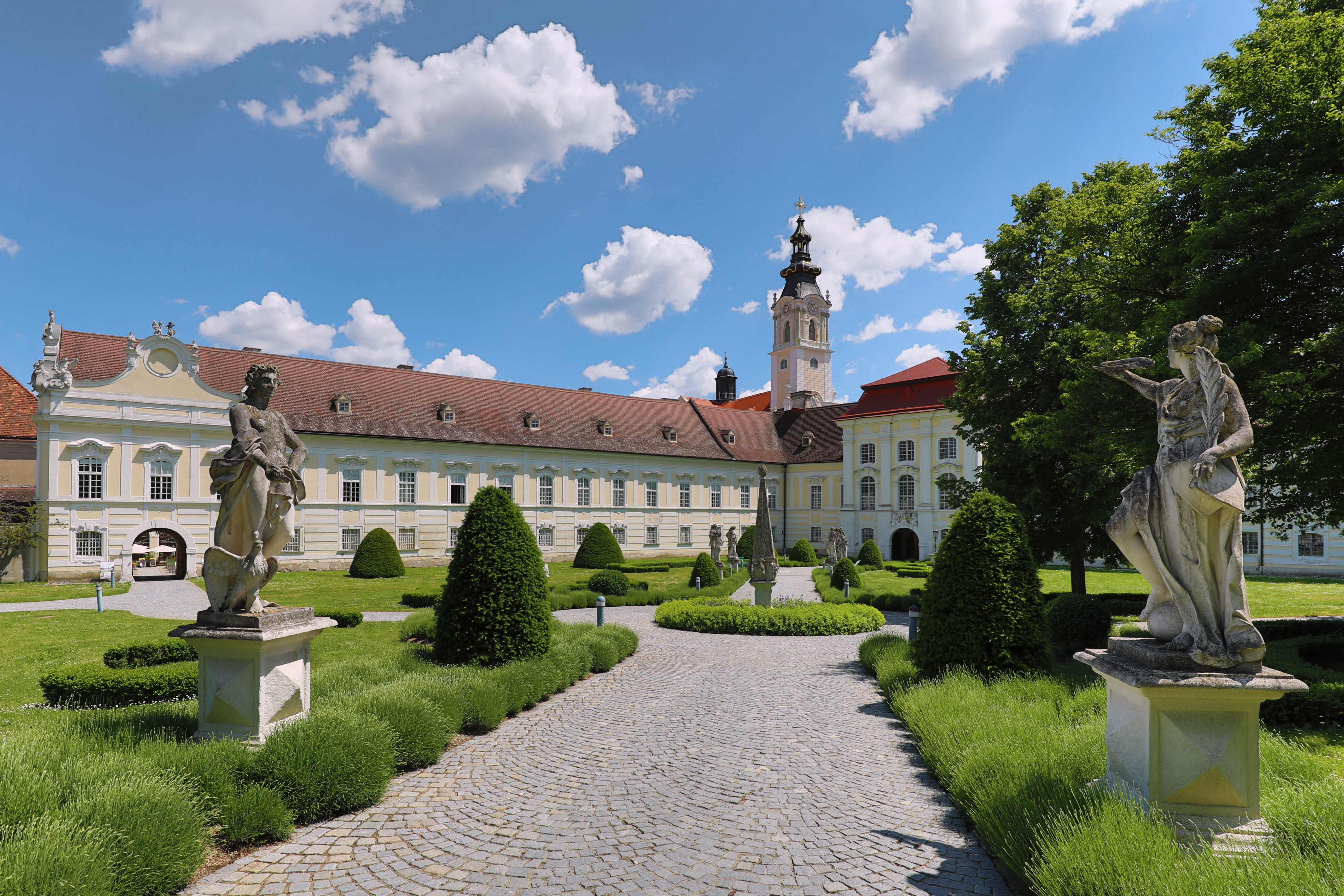
Parvis de l'abbaye
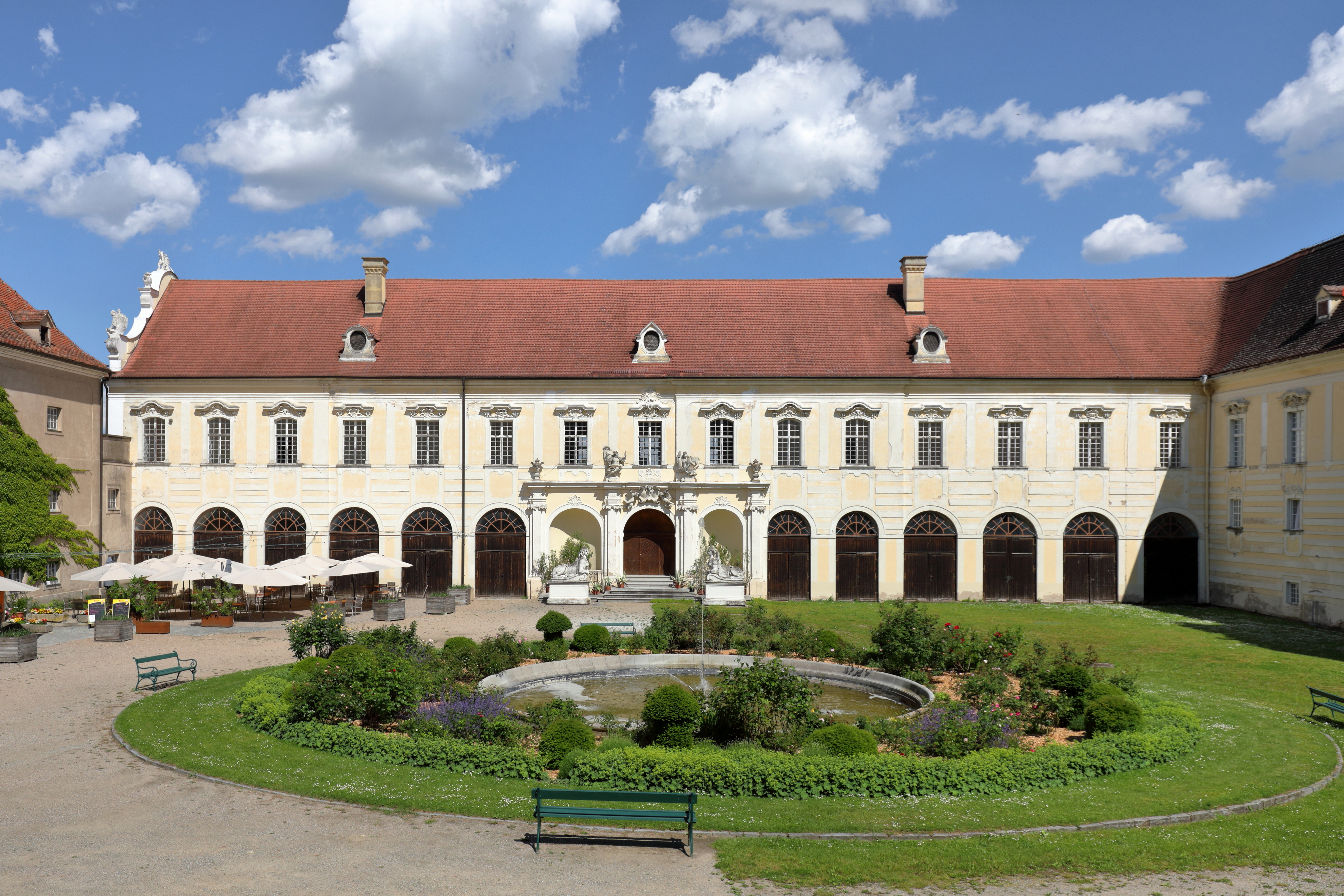
Grande cour du monastère de l'abbaye
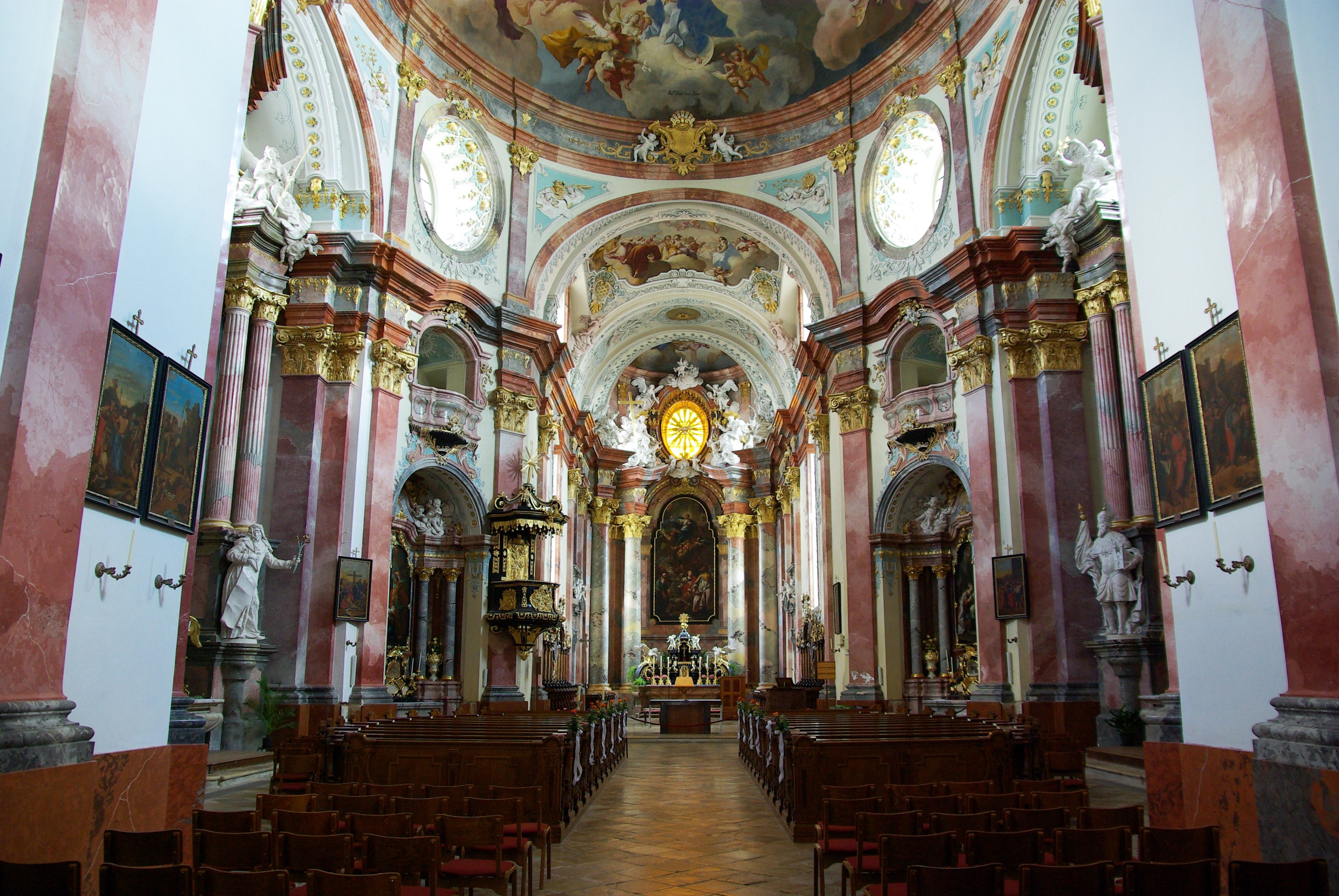
Vue de l'intérieur de l'église abbatiale
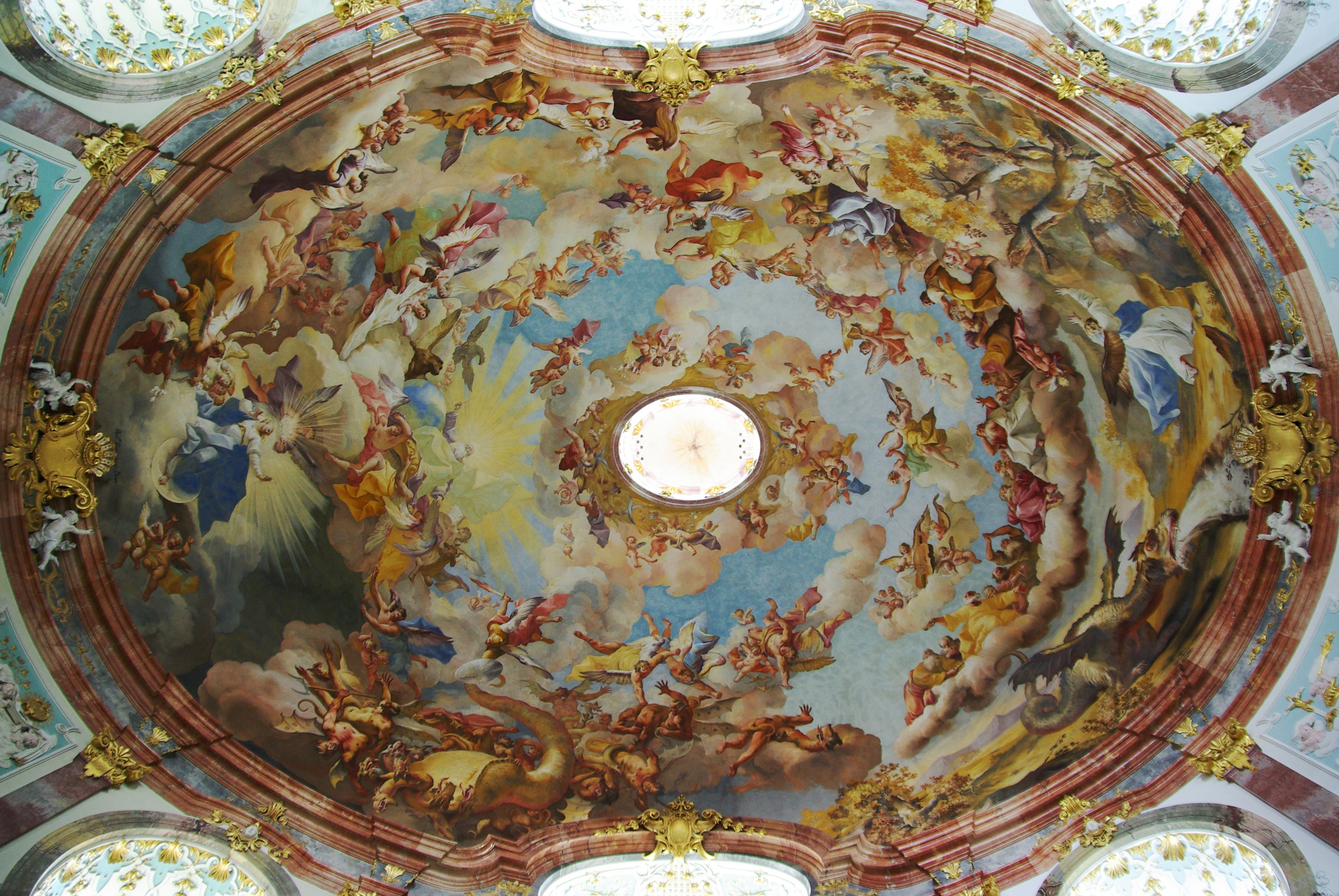
Fresque de Paul Troger
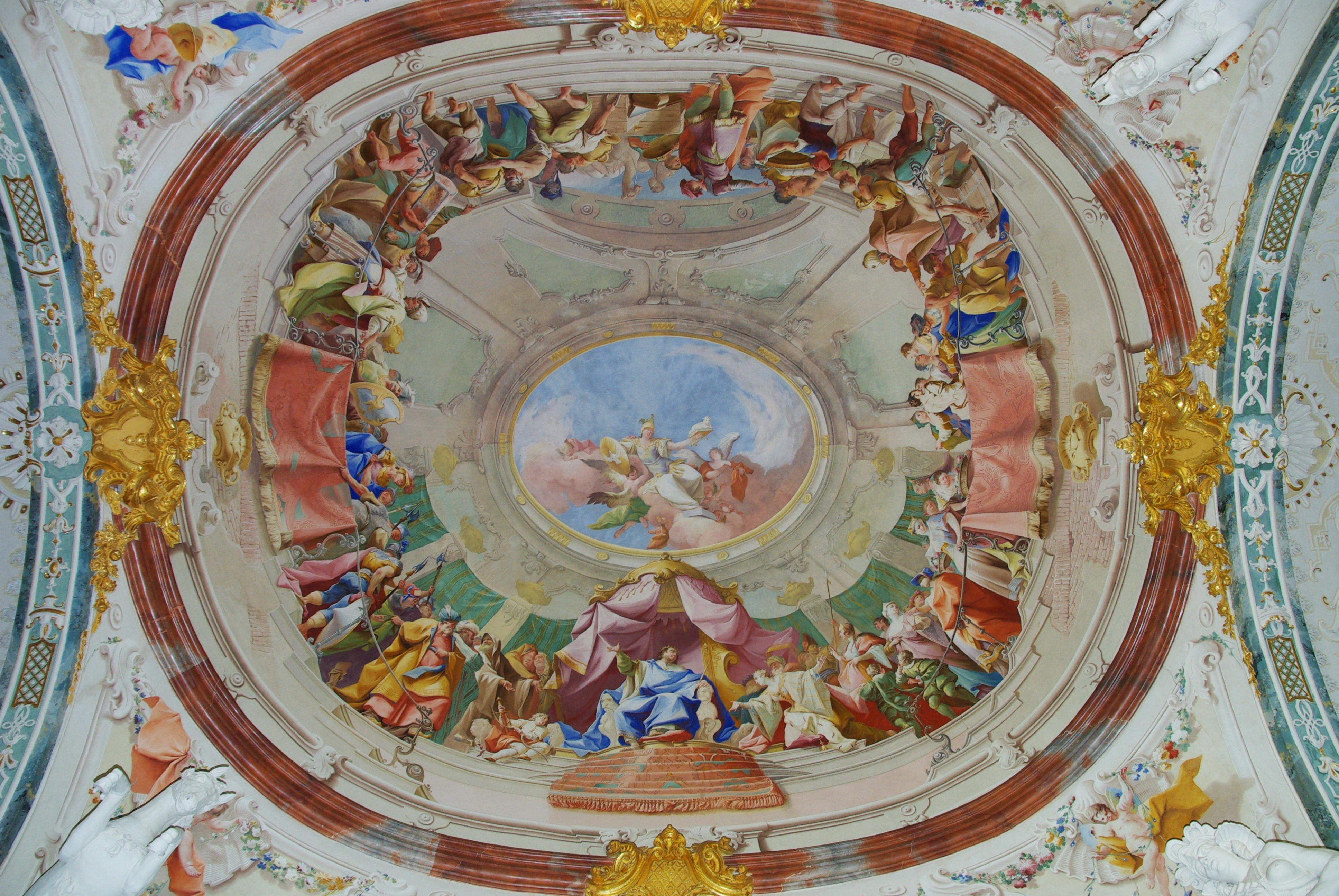
Fresque de la bibliothèque de Paul Troger
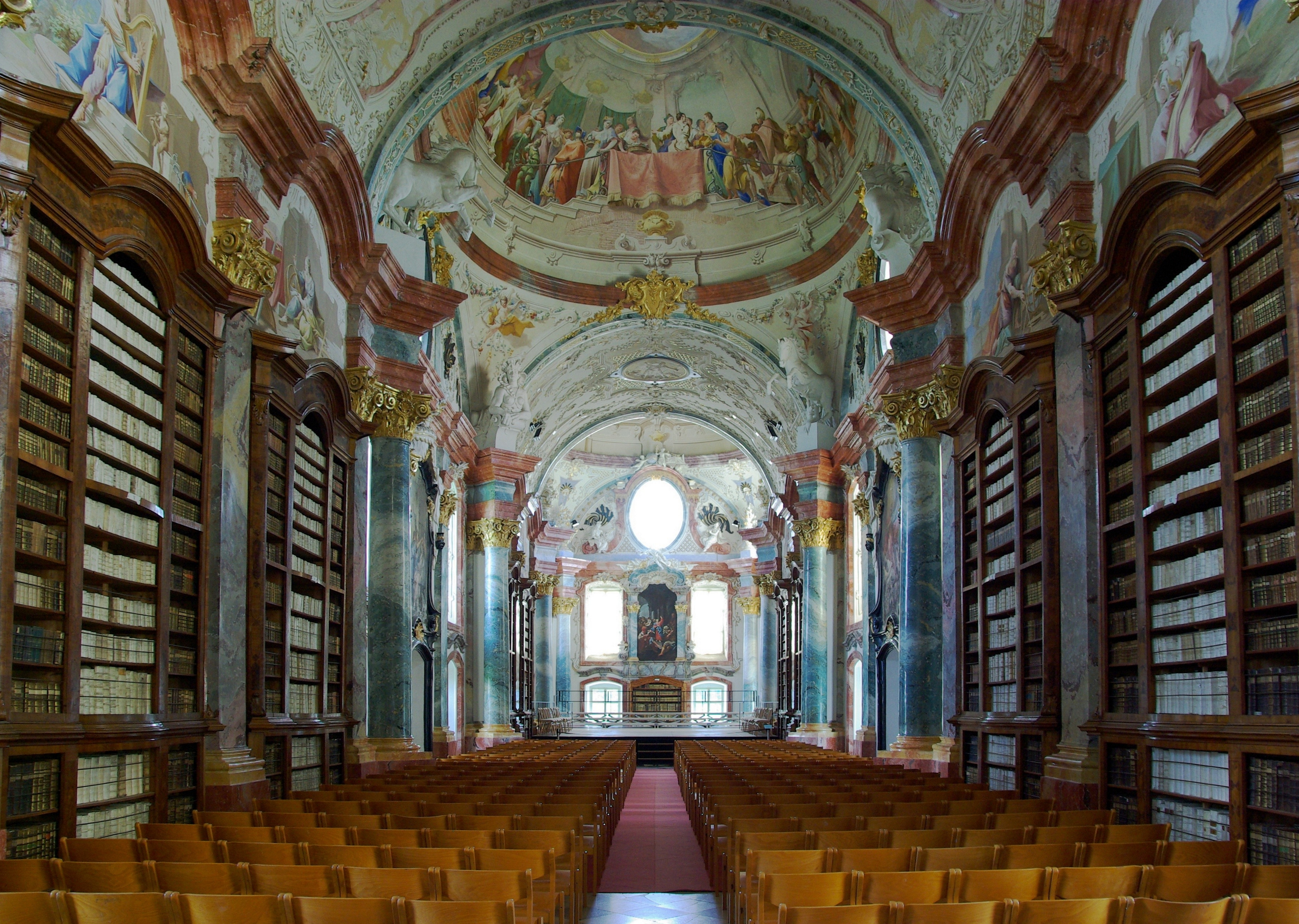
Vue de la bibliothèque
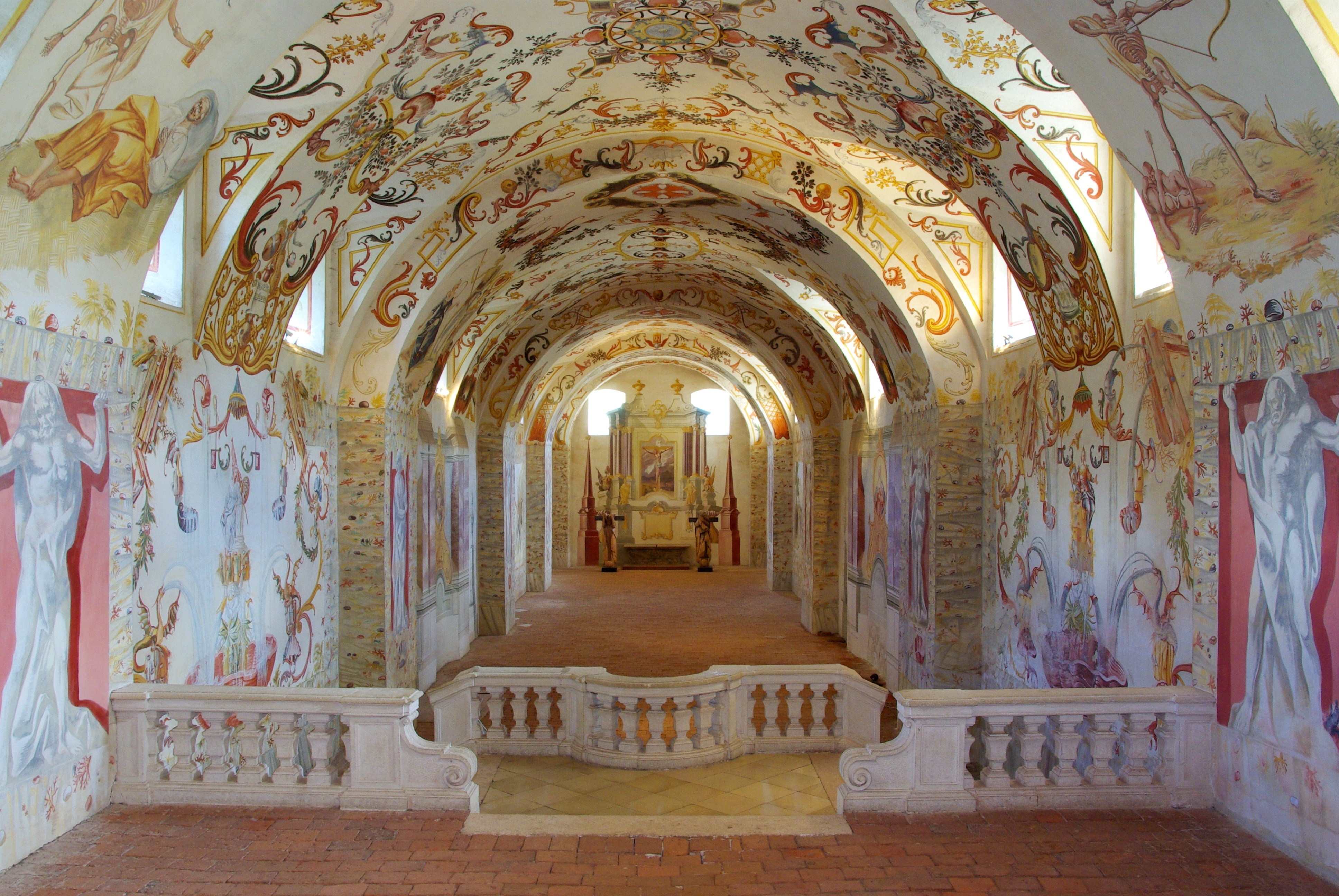
La crypte
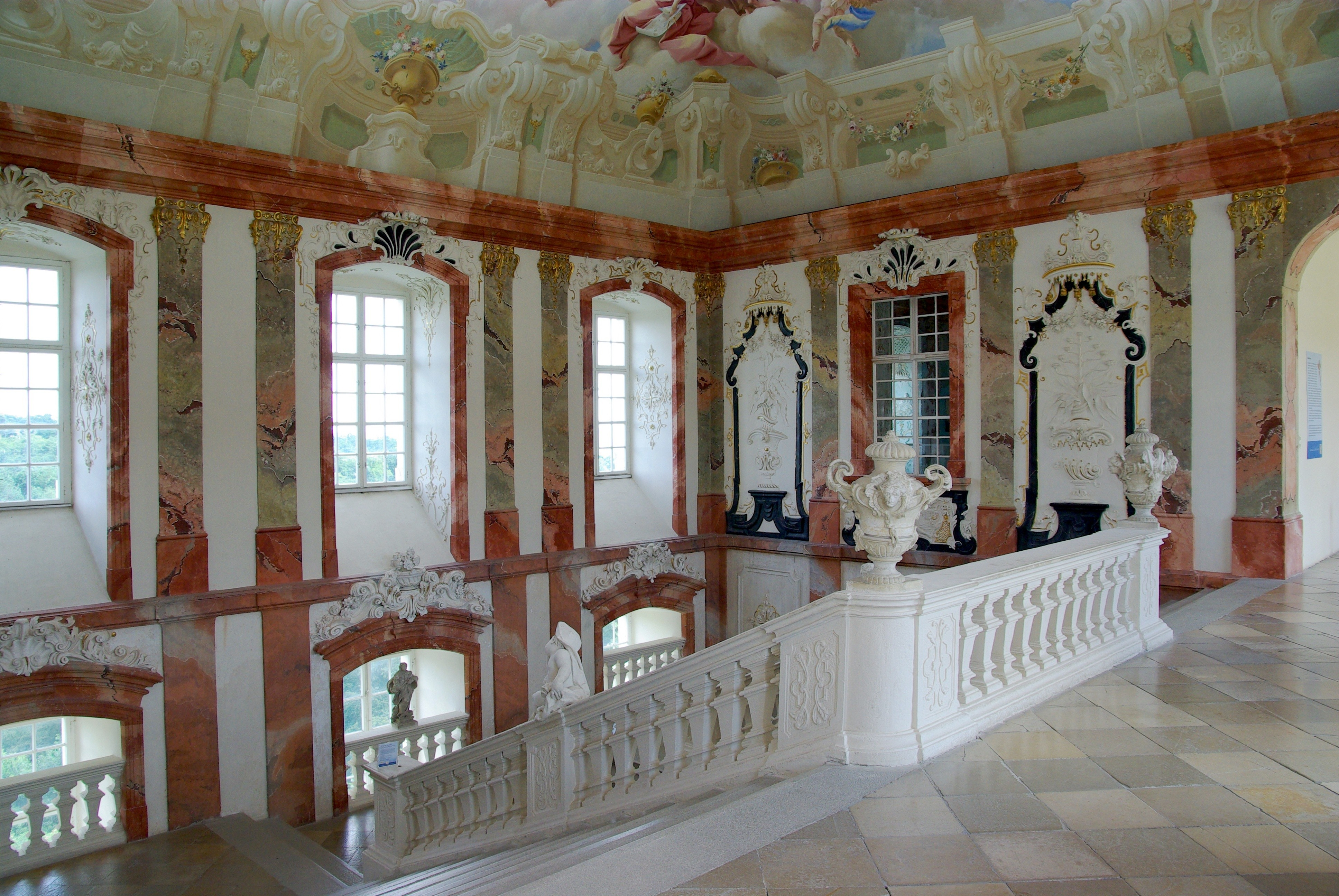
L'escalier des appartements impériaux
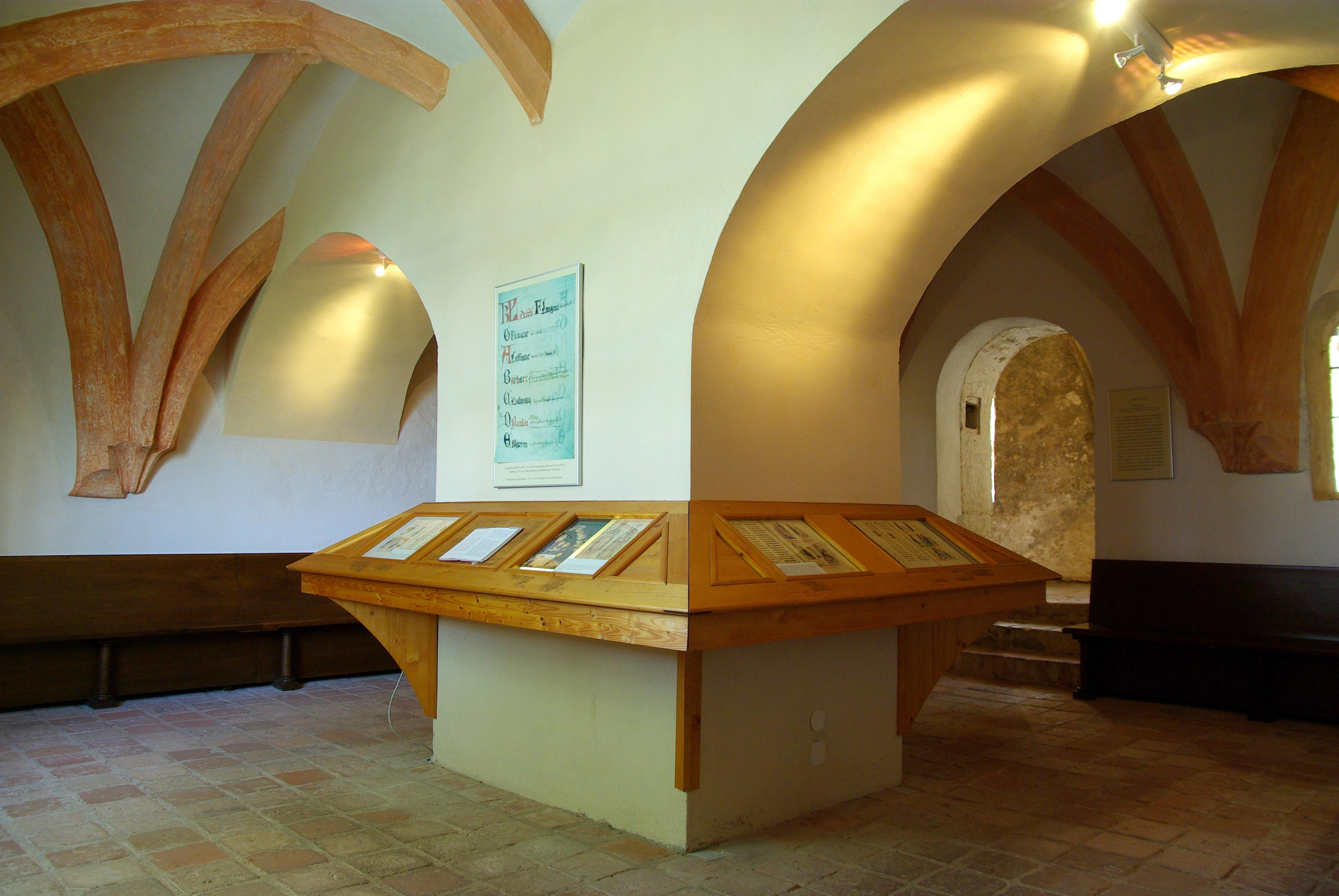
L'ancienne salle capitulaire, aujourd'hui musée
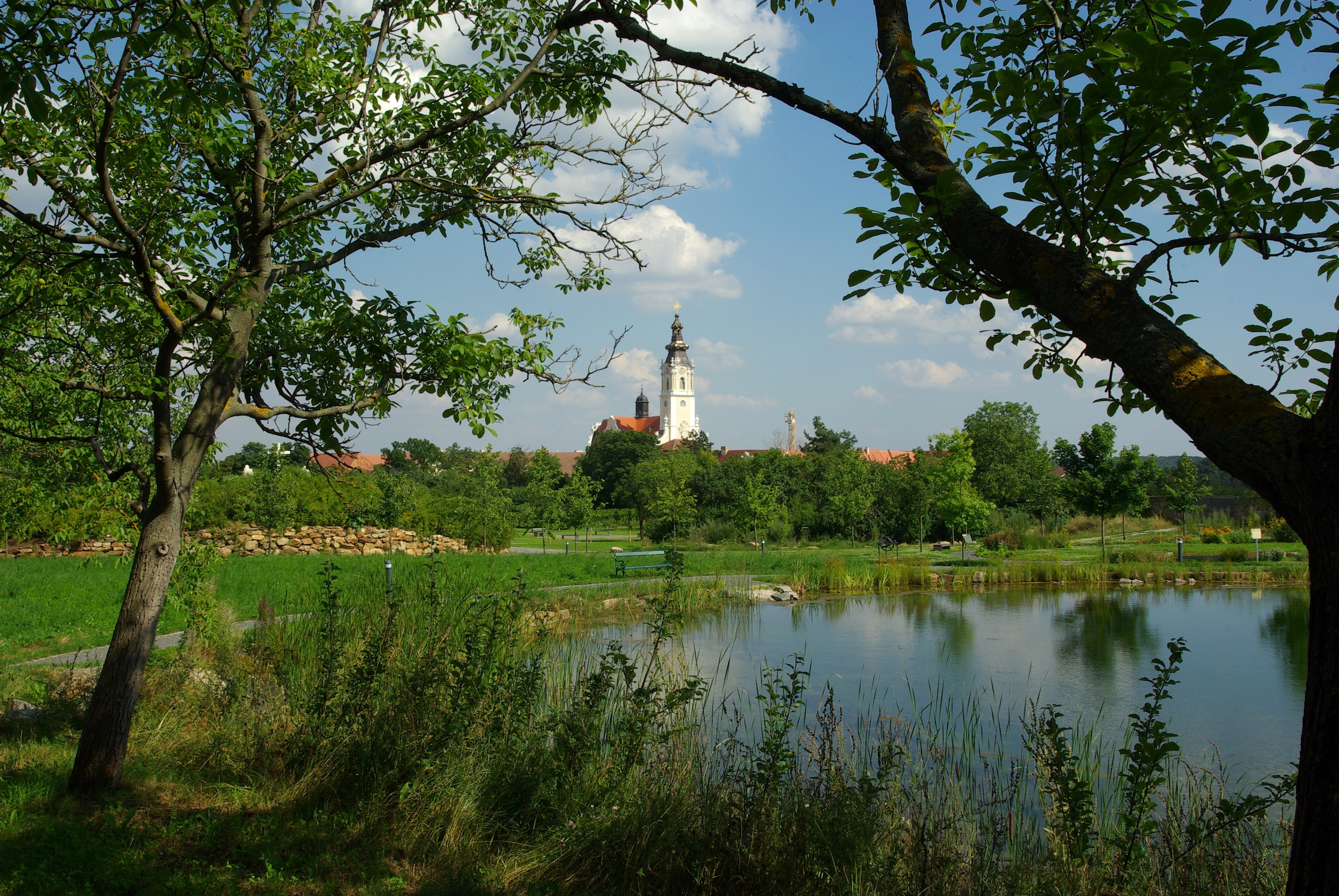
Vue des jardins de l'abbaye

### Sources
1. 1 2 3 4  Konstanze Mittendorfer, « Bibliothek des Benediktinerstiftes », juin 1991, in B. Fabian (de), Handbuch der historischen Buchbestände in Deutschland, Olms Neue Medien (de), Hildesheim, 2003.